# Echinodorus grisebachii
Echinodorus grisebachii är en svaltingväxtart som beskrevs av John Kunkel Small. Echinodorus grisebachii ingår i släktet Echinodorus och familjen svaltingväxter. Inga underarter finns listade.

## Bildgalleri

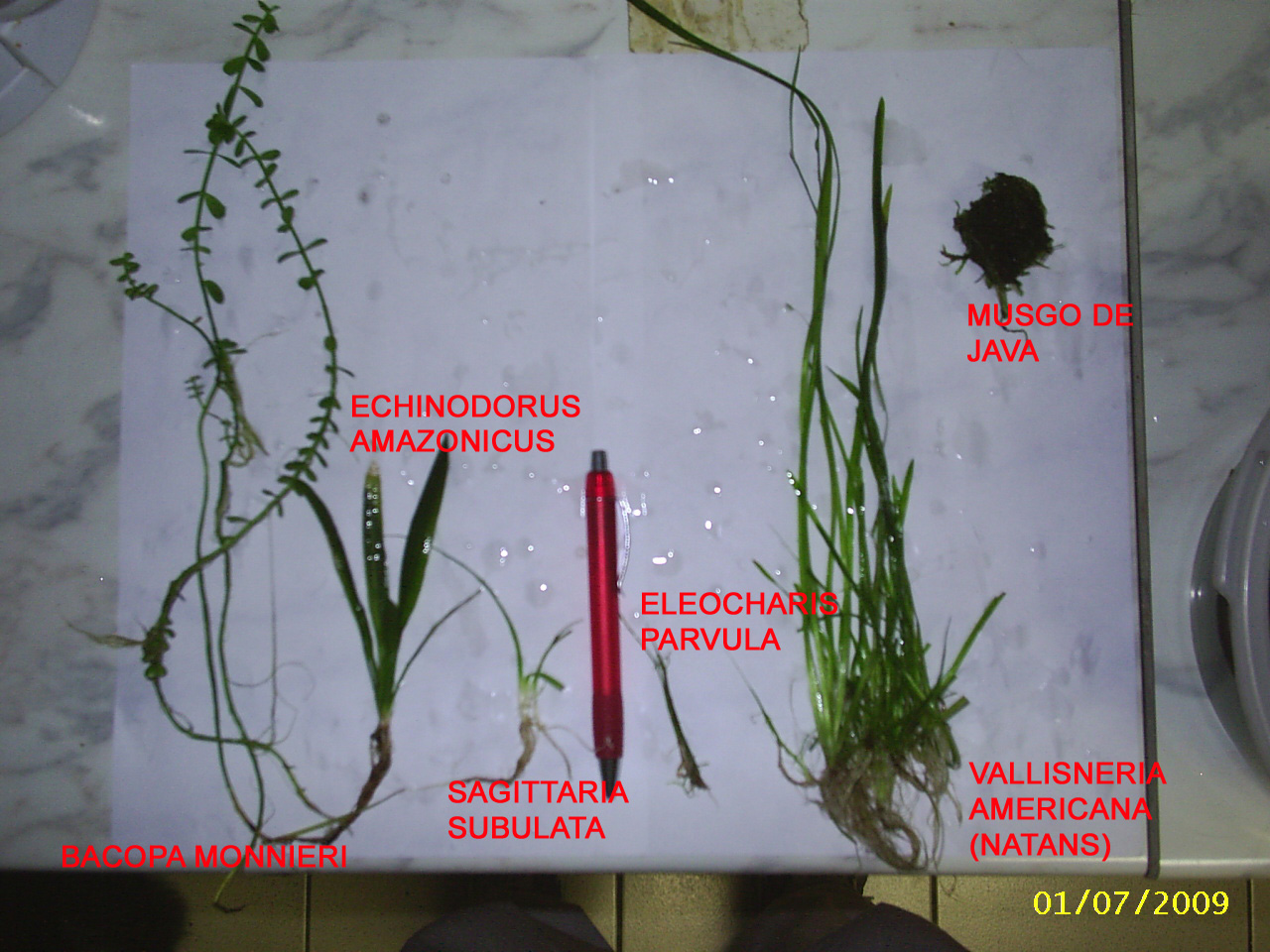